# Конан-Мару
Конан-Мару (Konan Maru) — танкер, який під час Другої японо-китайської війни та Другої світової війни взяв участь у операціях японських збройних сил на Філіппінах, в Індонезії та в архіпелазі Бісмарка.

## Передвоєнна історія
Судно спорудили під назвою Кохнан-Мару 1918 року на верфі Mitsubishi Zosensho в Нагасакі. До 1934-го його використовувала Kobe Sanbashi, а з наступного року власником стала компанія Kihara Shosen, яка 1938 року перейменувала судно в Конан-Мару.
У жовтні 1941-го судно реквізували для потреб Імперського флоту Японії.

## Вторгнення на Філіппіни
У грудні 1941-го Конан-Мару залучили до перевезення головних сил вторгнення на Філіппіни. 76 транспортів, розділених на три ешелони, вийшли 17—18 грудня з Такао, Кіруну (наразі Гаосюн та Цзілун на Тайвані) і Мако (важлива база японського ВМФ на Пескадорських островах у південній частині Тайванської протоки) та попрямували до затоки Лінгаєн на острові Лусон. Вночі 24 грудня почалась висадка доправлених військ.

## Вторгнення на Яву
У лютому Конан-Мару увійшов до транспортного з'єднання, котре мало висадити десант на сході острова Ява. 19 лютого 1942-го Конан-Мару та ще 38 транспортів полишили якірну стоянку Голо (поблизу однойменного острова в архіпелазі Сулу), маючи на борту 48-му піхотну дивізію. Під час переходу до конвою приєднались ще 6 транспортів, але два судна відділились.
27 лютого з'єднання бойових кораблів виграло битву в Яванському морі й у перші години 1 березня транспортні судна розпочали висадку військ на сході острова Ява біля Крагану. Авіація союзників змогла пошкодити кілька транспортів, проте Конан-Мару не постраждало.

## Рейс до Рабаулу
23 квітня — 5 травня 1943-го судно у складі здійснило перехід з японського порту Уджина до Палау (важливий транспортний хаб на заході Каролінських островів). Звідси воно 12 травня рушило разом з конвоєм P-512 до Рабаулу (головна передова база японців у архіпелазі Бісмарка, з якої провадились операції на Соломонових островах та сході Нової Гвінеї), куди й прибуло 19 травня.
7 червня Конан-Мару у складі конвою O-704 попрямувало назад на Палау. 14 червня в районі за чотири з половиною сотні кілометрів на південний схід від пункту призначення конвой атакував підводний човен Sargo, який торпедував та потопив Конан-Мару. Загинуло 4 члени екіпажу.